# Muzeum izolace, internace a integrace

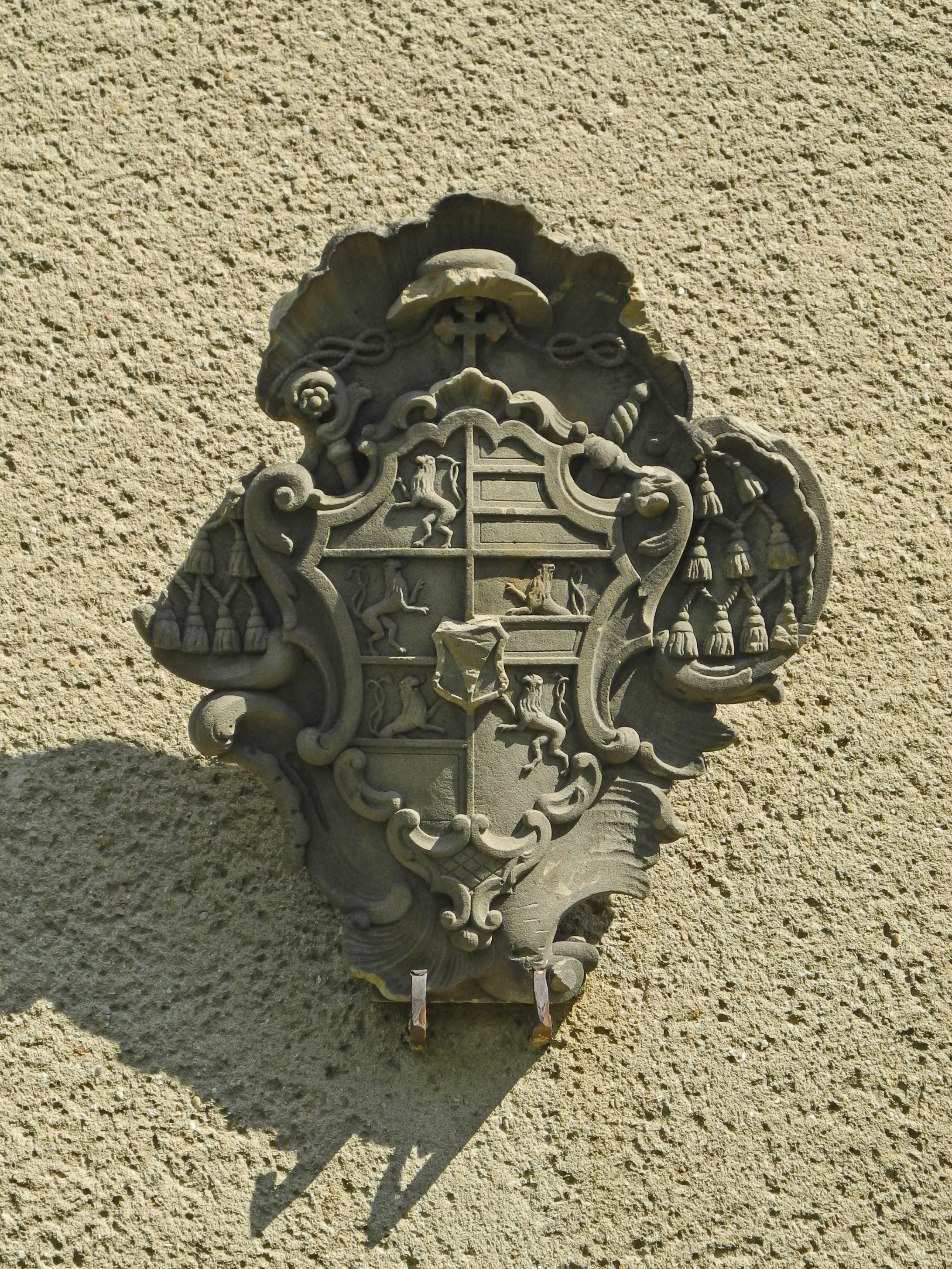
Wappen des Bischofs von Liechtenstein-Kastelkorn an der Fassade

Das Muzeum izolace, internace a integrace (miii) – übersetzt Museum der Isolation, Internierung und Integration – liegt im Ortsteil der Městys Bílá Voda der Gemeinde Bílá Voda in Tschechien.

## Lage
Das Museum befindet sich im Haus Nr. 68 am Ring im ehemaligen Rathaus des Marktfleckens Weißwasser.

## Geschichte
Nachdem zu Beginn des 21. Jahrhunderts die letzten Ordensschwestern das ehemalige Internierungslager im Kloster Bílá Voda verließen, entwickelte der Filmregisseur Marek Dušák 2002 die Vorstellung, ein Museum zur Dokumentation der reichhaltigen und bewegten Geschichte der Gemeinde Bílá Voda einzurichten. Unterstützt wurde der Gedanke durch den Starosta Miroslav Kocián, für die Realisierung fehlten der Gemeinde jedoch die Mittel. 2011 beschlossen die Gemeindevertreter die Beantragung von Fördermitteln aus dem Programm zur Entwicklung des ländlichen Raums des Staatlichen landwirtschaftlichen Interventionsfonds. Für die Entwicklung des Projekts konnte die Historikerin Michaela Neubauerová vom Museum in Jeseník gewonnen werden. Als Eröffnungstermin wurde der 7. September 2012 – der Geburtstag des ersten Rektors des Weißwasseraner Piaristengymnasiums Damasus Brosmann (1731–1798) – ausgewählt. Erarbeitet wurde in dieser Zeit auch ein Verzeichnis der im Rahmen der Aktion K ab 1950 in Bílá Voda internierten ca. 1000 Schwestern aus 14 Orden und Kongregationen, die aus Klöstern zwischen Jiřetín pod Jedlovou und Prešov kamen. Als Schirmherr konnte der Prager Erzbischof Dominik Duka gewonnen werden.

## Ausstellung

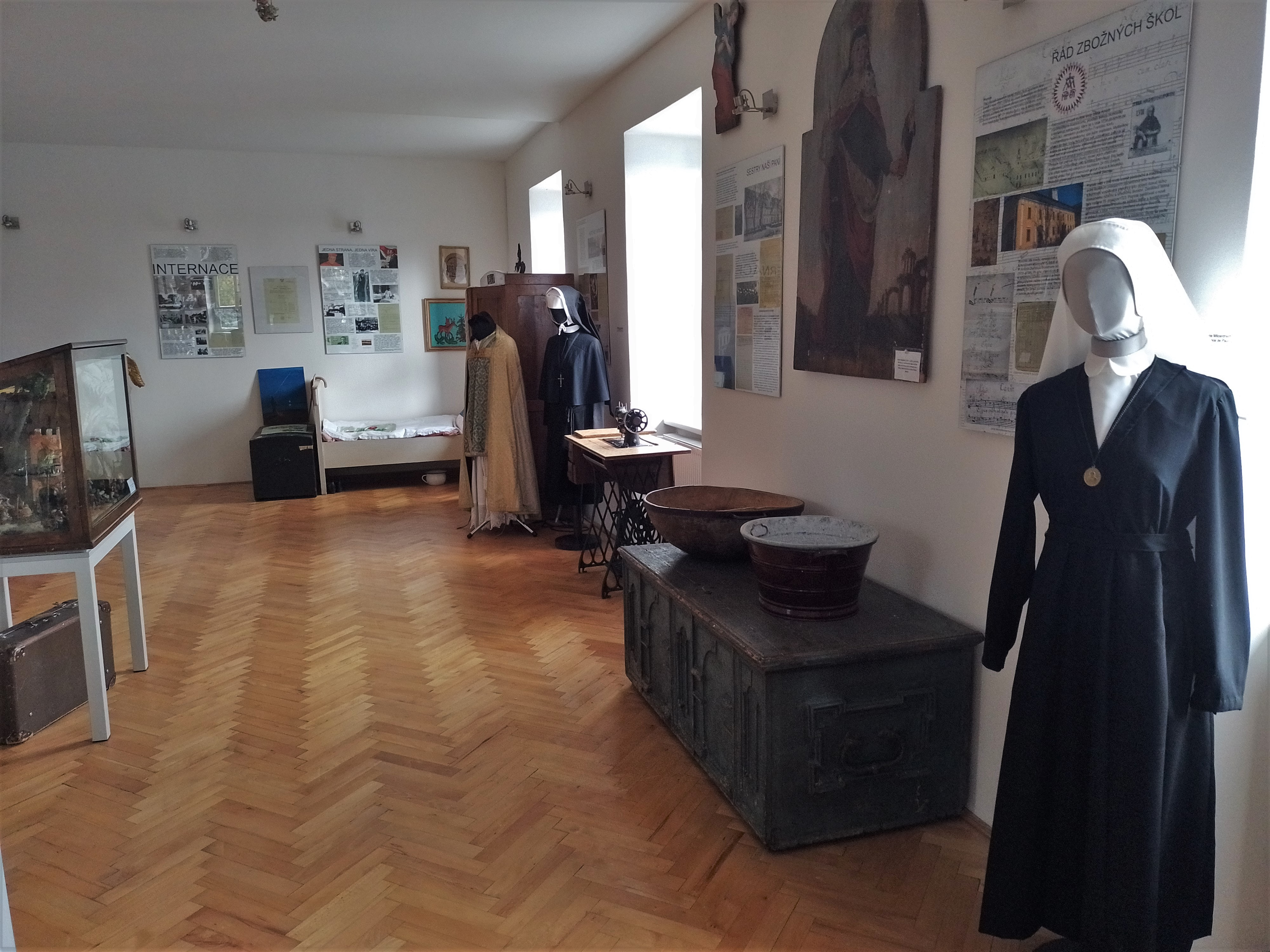
Ausstellung

Die Expositur ist in zwei Bereiche gegliedert.
Der erste Raum widmet sich der Ortsgeschichte von der um 1000 zugeschriebenen legendären heidnischen Begräbnisstätte Bilawoda mit einem heidnischen Götzenbild, der im 13. Jahrhundert erfolgten Besiedlung der Preseka und dem wieder erloschenen Dorf Wyssoka sowie der Entwicklung des seit 1532 nachweisbaren Dorfes Weißwasser, der 1748 durch die böhmische Königin Maria Theresia erfolgten Erhebung des unteren Teils von Weißwasser zum Marktflecken und dessen Blütezeit im 18. Jahrhundert, als auch der nach dem Zweiten Weltkrieg erfolgten Vertreibung der deutschen Bewohner und Beginn der Isolation als Folge der Grenzschließung zu Polen.
Im anderen Saal wird die Geschichte des während der kommunistischen Herrschaft zwischen 1950 und 1989 bestehenden Nonneninternierungslagers Bílá Voda dargestellt.